# 強烈熱帶風暴麥德姆 (2019年)
強烈熱帶風暴麥德姆（英語：Severe Tropical Storm Matmo）（國際編號：1922，聯合颱風警報中心：WP232019，編號：23W）是2019年太平洋颱風季第22個被命名的風暴。「麥德姆」一名由美國提供，是關島查莫羅語的大雨。

## 發展過程
10月27日下午1時15分，一個熱帶擾動在菲律賓東南方生成，美國海軍研究實驗室給予擾動編號98W。
10月28日下午1時45分，聯合颱風警報中心將其評級提升為「中」。下午2時，日本氣象廳將其升為熱帶低氣壓。
10月29日凌晨2時，日本氣象廳對其發布烈風警報。同時台灣中央氣象局將其升格為熱帶性低氣壓，給予編號28，並對其發布路徑預測。上午5時，聯合颱風警報中心將其評級提升為「高」，並發布熱帶氣旋形成警報。上午8時，香港天文台將其升為熱帶低氣壓，不久後，中國國家氣象中心將其評為熱帶低氣壓。晚間11時，越南中央水文氣象預報中心率先將其升格為熱帶風暴。
10月30日凌晨2時，日本氣象廳將其升格為熱帶風暴，給予國際編號1922，並命名「麥德姆」，同時聯合颱風警報中心將其升格為熱帶低氣壓，給予熱帶氣旋編號23W。隨後，中國國家氣象中心跟隨升格為熱帶風暴。上午4時，台灣中央氣象局將其升格為輕度颱風。下午2時，日本氣象廳將其升格為強烈熱帶風暴。晚間10時55分，麥德姆於越南富安省虬江市社沿海登陸。
10月31日上午5時，聯合颱風警報中心對其發布最後警告。上午11時，日本氣象廳將其降為熱帶低氣壓。下午2時，台灣中央氣象局將其降為熱帶低氣壓。下午7時45分，香港天文台將其降為低壓區。
11月1日下午8時，日本氣象廳認為其已消散。
11月2日下午2時，其殘餘進入印度洋，並發展成氣旋布爾布爾。

### 事後調整
中國國家氣象中心在2020年4月20日下午發出的最佳路徑中，把巔峰氣壓下調至990百帕。

## 影響

### 中國大陸
當地發佈之最高熱帶氣旋警告信號： 颱風藍色預警信號
在10月30日上午6時發布颱風藍色預警信號。

#### 海南
當地發佈之最高熱帶氣旋警告信號： 颱風藍色預警信號

## 熱帶氣旋警告使用記錄

### 中國大陸
| 国家气象中心 颱風預警信號 | 国家气象中心 颱風預警信號 | 国家气象中心 颱風預警信號 |
| ------------------------- | ------------------------- | ------------------------- |
| 上一熱帶氣旋              | 颱風藍色預警信號          | 下一熱帶氣旋              |
| 颱風米娜                  | 颱風藍色預警信號          | 颱風娜基莉                |

## 外部連結
| 太平洋颱風季             |
| 主題頁 - 專題 - 編輯指南 |

- （日語）日本氣象廳首頁 （页面存档备份，存于）
- （英文）聯合颱風警報中心首頁 （页面存档备份，存于）
- （简体中文）中央氣象台首頁
- （繁體中文）中央氣象局首頁 （页面存档备份，存于）
- （繁體中文）香港天文台首頁 （页面存档备份，存于）
- （繁體中文）澳門地球物理暨氣象局首頁 （页面存档备份，存于）
- （英文）菲律賓大氣地球物理和天文管理局 惡劣天氣公告
- （泰文）泰國氣象局首頁 （页面存档备份，存于）